# Propinèbe
Le propinèbe est une substance active de produit phytosanitaire (ou produit phytopharmaceutique, ou pesticide), qui présente un effet fongicide, d'origine allemande (Bayer, 1962), et appartenant au groupe des dithiocarbamates.
Assez persistant, de toxicité insignifiante (la DL 50 pour un rat par ingestion est de 8 500 mg·kg-1), le propinèbe est utilisé, seul ou en association, pour la lutte contre le mildiou de la pomme de terre, le mildiou du tabac, les tavelures, le botrytis de l'ail et de l'oignon, etc. Le premier nom de marque commercialisé est Antracol.

## Réglementation
Sur le plan de la réglementation des produits phytopharmaceutiques :
- pour l’Union européenne : cette substance active est inscrite à l’annexe I de la directive 91/414/CEE par la directive 2003/39/CE.
- pour la France : cette substance active est autorisée dans la composition de préparations bénéficiant d’une autorisation de mise sur le marché.

La teneur maximale autorisée en résidus de dithiocarbamate provenant du propinèbe dans les céréales est de 2 mg·kg-1 pour l'orge et 1 mg·kg-1 pour le blé.